# Чаковский, Александр Борисович
Алекса́ндр Бори́сович Чако́вский (13 [26] августа 1913, Санкт-Петербург — 17 февраля 1994[…], Москва) — советский писатель, критик, драматург и журналист, военный корреспондент; главный редактор журнала «Иностранная литература» (1955—1963) и «Литературной газеты» (1962—1988). Член ЦК КПСС (1986—1990). Герой Социалистического Труда (1973), лауреат Сталинской (1950), Ленинской (1978) и Государственной премий СССР (1983).

## Биография
Родился 13 (26) августа 1913 года в Санкт-Петербурге, в состоятельной еврейской семье. Его дед Матвей Абрамович Чаковский был купцом первой гильдии и крупным домовладельцем в Самаре, отец Борис Матвеевич Чаковский — врачом-венерологом, дядя Илья Матвеевич Чаковский — присяжным поверенным в Петербурге. Детские и отроческие годы Чаковского прошли в Самаре: здесь он в 1930 году окончил школу, старшеклассником ездил в деревню ликвидировать неграмотность, был «подручным» уполномоченного по коллективизации и редактором стенной газеты. В 17 лет отправился в Москву для учёбы на вечернем отделении юридического института. 
В 1938 году окончил Литературный институт имени А. М. Горького, учился в аспирантуре Московского института философии и литературы. В период учёбы работал в литературно-художественном журнале «Октябрь». Дебютировал как критик в 1937 году, позже публиковался также как драматург. С 1939 года – кандидат в члены ВКП(б), с 1941 года – член ВКП(б). Член Союза писателей с 1941 года.
В 1941 году — начальник сценарного отдела киностудии «Мосфильм», редактировал первые выпуски «Боевого киносборника». С января 1942 года в звании майора административной службы – корреспондент газет Волховского фронта «Знамя победы», «Фронтовая правда». Демобилизован в марте 1945 года. 
С 1955 по 1963 год – первый главный редактор журнала «Иностранная литература». В 1962—1988 годах — главный редактор «Литературной газеты», получившей в тот период неформальное название «Гайд-парк социализма» и достигшей пика своей популярности. Впрочем, согласно воспоминаниям его заместителя Виталия Сырокомского, главный редактор «отсутствовал в редакции в среднем по семь месяцев в году: три месяца — положенный отпуск секретаря правления Союза писателей СССР, ещё три месяца — творческий отпуск за свой счёт, минимум месяц — депутатские поездки к избирателям в Мордовию и заграничные командировки».
В 1973 году подписал Письмо группы советских писателей о Солженицыне и Сахарове, выступил со статьей, обличающей диссидентов Гинзбурга, Галанскова, Добровольского и Лашкову. 

Бывший сотрудник аппарата ЦК КПСС Альберт Беляев вспоминал: 
Александр Борисович Чаковский больше всего хотел стать членом ЦК КПСС. Но шёл к своей цели постепенно, брал нас измором. Человек он был умный, хитрый, циничный и осторожный. Перед XXIV съездом КПСС он не раз заходил ко мне. Заводил разговор о том, что вот он уже десять лет как главный редактор «Литературной газеты». Все партийное начальство хвалит газету. Он сам активно работает по заданиям руководства ЦК КПСС, выполняя их ответственные поручения за рубежом и в стране. А вот при формировании выборных партийных органов его фамилию забывают... Многие писатели в разные руководящие органы партии избирались, а некоторые и не раз, а вот Чаковский ни разу не попадал в эти списки... Ведь им же нужен в составе ЦК КПСС для представительства хоть один правоверный еврей-писатель? А более преданного делу партии еврея, чем Чаковский, они не найдут же... Я соглашался, что, конечно, не найдут и рано или поздно изберут и его. Так и случилось.
 Кандидат в члены ЦК КПСС (1971—1986). Член ЦК КПСС (1986—1990). Член СП СССР с 1941 года. Секретарь правления СП СССР (1962—1991). Депутат ВС СССР 7—9 созывов (1966—1989). Председатель Советского комитета солидарности с народами Латинской Америки. По утверждению сына Сергея, несмотря на серьёзное давление, в 1983 году Чаковский отказался войти в организованный Антисионистский комитет советской общественности. 

 Как свидетельствует в своей книге Надежда Кожевникова, в начале 1990-х годов после отставки со всех постов Чаковский болезненно переживал ситуацию забвения: 
Я оказалась единственным журналистом, записавшим и опубликовавшим интервью с Чаковским к его восьмидесятилетию. Больше — никто. И за время нашей многочасовой беседы ни разу телефон не зазвонил. Все как сгинули. Похоронили заживо, отобрали газету, им созданную, выжали и выбросили на свалку истории. Да, у нас удивительная страна, по части неблагодарности ей, пожалуй, нет равных. Не только мертвых не чтят, но и над старостью глумятся. Уважение только из страха выказывают, а если уже не боятся, то плюют в лицо. Чаковский в тот раз мне сказал: «Повезло Вадику — он до этого не дожил».

Могила Чаковского А.

Похоронен в Москве на Кунцевском кладбище.

## Мнения
Вениамин Каверин в своей книге «Эпилог» констатирует:
В сталинские времена многие писатели рассчитывали лишь на одного читателя — Сталина. Точно так же Чаковский старается сделать свои романы интересными лишь для партийной элиты. На так называемую «художественность» он просто плюет, как плюет на нее и элита.

Надежда Кожевникова, хорошо знавшая Чаковского с детства, в мемуарах «Незавещанное наследство. Пастернак, Мравинский, Ефремов и другие» пишет:
Увы, Чаковский писательским даром не обладал. Такой «секрет» обнаружился со всей очевидностью, когда и дожив до гласности, и обладая уникальным жизненным опытом, уже не скованным никакой цензурой, он, даже работая, что называется, в стол, оставался пленником — нет, не режима, а собственно несостоятельности в данной конкретной области, литературе. Почему умный, разносторонний, даровитый человек взялся за то, к чему не имел никакого призвания — тут его рукопись многое разъясняла. Я, правда, кое-что знала и до того, от отца, но интерпретация самого Чаковского расставила точки над i.
Хитрейший тип, беспринципный, циничный графоман,
 — говорит о Чаковском Василий Аксёнов в своих «Лекциях о русской литературе».

## Семья
Жена Раиса Григорьевна Чаковская (1921—2008).
Сын Сергей Чаковский (род. 1949) — мастер спорта по теннису, руководитель фирмы «Алигьери».
Дочь Екатерина Чаковская (11.10.1950, Москва — 1980) работала младшим библиотекарем отдела комплектования ВГБИЛ в 1968—1969 годах. Погибла в автомобильной катастрофе, путешествуя по Кавказу.

## Награды и премии
- Герой Социалистического Труда (24.08.1973)
- четыре ордена Ленина (28.10.1967; 24.08.1973; 25.4.1979; 25.8.1983)
- орден Октябрьской Революции (2.7.1971)
- орден Отечественной войны I степени (11.03.1985)
- два ордена Трудового Красного Знамени (09.09.1963; 25.08.1988)
- орден Красной Звезды (15.02.1944)
- медали
- Ленинская премия (1978) — за роман «Блокада»
- Сталинская премия третьей степени (1950) — за роман «У нас уже утро» (1949)
- Государственная премия СССР (1983) — за роман «Победа»
- Государственная премия РСФСР имени братьев Васильевых (1980) — за сценарий фильма «Блокада» (1973, 1977)
- Медаль имени Александра Фадеева

## Сочинения

Мемориальная доска на Тверской улице, дом 8 в Москве, открыта 27.06.2012, скульптор И. Новиков, архитектор Д. Васильченко

### Проза
- Трилогия «Это было в Ленинграде»:
- 1) Военный корреспондент. Повесть, 1944.
- 2) Лида. Повесть, 1946.
- 3) Мирные дни. Повесть, 1947.
- На ледовой дороге. — М.—Л., 1948 (Школьная библиотека).
- У нас уже утро: Роман. — Магадан, 1950.
- Хван Чер стоит на посту: Повесть. — М., 1952.
- Тридцать дней в Париже: Очерки. — М., 1955.
- Год жизни: Повесть. — М., 1957.
- Дороги, которые мы выбираем: Роман. — М., 1960.
- Свет далёкой звезды. — М., 1962.
- Сталь пламенеет. — М., Знание, 1965.
- Невеста. — М., 1966.
- Блокада: Роман (в 5 книгах). — М., 1968—1975.
- Победа: Роман в 3 книгах. — М., 1978—1983.
- Неоконченный портрет. Роман в 2 книгах. — М., 1983—1984.
- Нюрнбергские призраки: Роман в 2 книгах. — М., 1987—1989.

### Критика, публицистика
- Анри Барбюс. — М.: Гослитиздат, 1940.
- Мартин Андерсен-Нексе. — М.: Гослитиздат, 1940.
- Кого фашисты сжигают. — М., 1941 (Библиотека «Огонек»).

- Блаженны ли нищие духом? — М.: Молодая гвардия, 1970, 1971.

- Литература, политика, жизнь. — М.: Политиздат, 1982

### Драматургия
- Время тревог: Пьеса. — М., 1965. (в соавторстве с П. Павловским)
- Невеста: Пьеса. — М., 1966. (в соавторстве с П. Павловским)

## Книги
- Собрание сочинений в 6 томах. М.: Художественная литература, 1974—1977
- Собрание сочинений в 7 томах. М.: Художественная литература, 1989—1991
- Чаковский А. Б. Блокада (т. 1, кн. 1, 2). — М.: Известия, 1975. — 672 с.
- Чаковский А. Б. Победа (кн. 1, 2, 3). — М.: Советский писатель, 1984. — 832 с.

## Экранизации
- Свет далёкой звезды (Мосфильм, 1964)
- Я его невеста (Мосфильм, 1969)
- Блокада (киноэпопея, Ленфильм, 1975-1978)
- Победа (фильм)
- Линия жизни (сериал) (1981) по дилогии «Год жизни» и «Дороги, которые мы выбираем»